# 王少庸

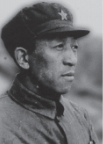
王少庸

王少庸（1908年—1984年），男，河北唐山人，中华人民共和国政治人物。

## 生平
1932年加入中国共产党，1936年6月入伍，历任新四军第4师宣传部长、鲁南区党委城工部长、华东军区政治部秘书长、胶东军区政治部主任兼社会部长。
1949年6月2日随解放军进入青岛，任青岛市军事管制委员会委员。1950年9月任青岛市人民政府副市长，1952年任中共青岛市委第二副书记，1953年6月任青岛市人民政府市长（1956年4月卸任），同年12月任中共青岛市委书记（1955年卸任）。1955年5月任政协青岛市委员会主席。1954年因高岗饶漱石事件被打成“反党宗派集团成员”，1964年2月经中监委批示获甄别平反。
1964年3月调任中共中央华东局宣传部副部长，1965年3月任中共上海市委候补书记。
“文革”开始后于1967年4月进入上海市革委会工作，1969年4月任上海市委常委、革委会副主任，分管政法和农业工作。
1976年10月12日晚，上海市革命委员会副主任王少庸、上海写作组负责人朱永嘉、上海市革命委员会工交组负责人陈阿大等人开会，策划停产罢工、游行示威，提出“还我江青”、“还我春桥”、“还我文元”、“还我洪文”的口号，宣称要“决一死战”。被认为是“四人帮”余党。
1977年1月离职接受审查。1983年，中共上海市委根据其“文革”期间所犯罪行，开除其党籍。上海市人民检察院鉴于其对所犯罪行已作检查交代，决定免予起诉。
1984年病逝于上海。